# Siarczan manganu(II)
Siarczan manganu(II) (nazwa Stocka: siarczan(VI) manganu(II)), MnSO4 – nieorganiczny związek chemiczny z grupy siarczanów, sól kwasu siarkowego i manganu na II stopniu utlenienia. Zazwyczaj występuje jako sól jednowodna (MnSO4·H2O), ponadto znany jest także tetrahydrat, pentahydrat i heptahydrat.

## Właściwości
Siarczan manganu(II) jednowodny
W warunkach normalnych jest ciałem stałym, krystalicznym, o barwie różowej. Ma właściwości higroskopijne. Dobrze rozpuszcza się w wodzie (w temperaturze 20 °C 762 g/l) i w metanolu.
Temperatura topnienia wynosi 57–117 °C, co jest spowodowane utratą wody krystalicznej. Sól bezwodna topi się w temperaturze 700 °C. W czasie ogrzewania, powyżej 850 °C następuje rozkład, podczas którego wydzielają się toksyczne dymy dwutlenku siarki i tritlenku siarki oraz tlenek manganu(II).
Siarczan manganu(II) czterowodny
Jest ciałem stałym o barwie różowej. Jest rozpuszczalny w wodzie.
Podczas ogrzewania traci wodę krystalizacyjną.

## Zastosowanie
Siarczan manganu(II) jest stosowany jako odczynnik chemiczny i jako tzw. mikronawóz (wnosi mikroelementy do nawozów ogrodniczych).

## Zagrożenia

### Działanie na organizm człowieka
Substancja działa szkodliwie po wprowadzeniu drogą oddechową oraz po spożyciu. Skażenie organizmu następuje również poprzez kontakt pyłu z oczami oraz przez kontakt z roztworami.
Pyły siarczanu manganu(II) działają drażniąco na drogi oddechowe i oczy. Po jego spożyciu pojawia się pieczenie w gardle, wymioty i biegunka. W ciężkich przypadkach zdarza się uszkodzenie wątroby, nerek, układu nerwowego i jąder. Podczas kontaktu ze skórą może nastąpić poparzenie chemiczne.

### Pierwsza pomoc
W wypadku połknięcia substancji należy przepłukać wodą usta. Następnie należy przepłukać żołądek wodą z dużą ilością węgla aktywnego oraz tlenku magnezu, a potem podać środek przeczyszczający.
W wypadku skażenia oczu należy je najpierw oczyścić mechanicznie, a następnie przemywać je długo i obficie zimną wodą. Należy też wpuścić 1-2 krople oleju rycynowego dla złagodzenia bólu.
Skażoną skórę należy oczyścić mechanicznie, potem wodą, a następnie alkoholem z wodą i łagodnym mydłem.
W każdym wypadku należy skonsultować się z lekarzem.

### Działanie na organizmy wodne
Podobnie jak inne rozpuszczalne związki manganu(II), działa szkodliwie na system nerwowy ryb. Mikroorganizmy nie są wrażliwe na niskie stężenia MnSO4.